# Lepidonopsis
Lepidonopsis är ett släkte av ringmaskar. Lepidonopsis ingår i familjen Polynoidae.
Kladogram enligt Catalogue of Life:
| Lepidonopsis | \| \| Lepidonopsis collinifer \| \| \| \| \| \| Lepidonopsis humilis \| \| \| \| |
|              | \| \| Lepidonopsis collinifer \| \| \| \| \| \| Lepidonopsis humilis \| \| \| \| |
|              | Lepidonopsis collinifer                                                          |
|              |                                                                                  |
|              | Lepidonopsis humilis                                                             |
|              |                                                                                  |